# Aeropuerto El Trompillo
El Aeropuerto de El Trompillo (IATA: SRZ, OACI: SLET)  es un aeropuerto local de la ciudad de Santa Cruz de la Sierra, Bolivia. Está situado en la parte suroeste de la ciudad rodeado de la mancha urbana, su uso es generalmente para vuelos nacionales. Hasta 1983 fue internacional y desde entonces fue reemplazado por el actual aeropuerto internacional Viru Viru. Después de una serie de mejoras, el 3 de junio de 2014 el aeropuerto recuperó su estatus de aeropuerto internacional convirtiendo a Santa Cruz de la Sierra  en la única ciudad de Bolivia con dos aeropuertos internacionales, apto como aeropuerto internacional de reserva y/o apoyo para ocasiones de alta demanda en las que el aeropuerto Viru Viru no pueda abastecer por completo.
En septiembre de 2011 se inauguró un túnel debajo de la pista de aterrizaje del aeropuerto El Trompillo, con una longitud de 214 metros, conectando el cuarto anillo de la ciudad.

## Datos
Este Aeropuerto cuenta con una pista de aterrizaje (16-34) de 2773 metros. Es ahora de uso exclusivo para operaciones militares, comerciales no regulares, instrucción y privadas. Ninguna aerolínea opera en este aeródromo desde 2018.

## Nuevas Aerolíneas
Boliviana de Aviación abrirá nuevos destinos desde El Trompillo debido a la saturación del Aeropuerto Internacional Viru Viru.
| Aerolíneas            | Destinos                                         |
| --------------------- | ------------------------------------------------ |
| Boliviana de Aviación | Guayaramerín, Puerto Suárez, Riberalta, Yacuiba. |

## Antiguos Destinos

### Vuelos nacionales
Ecojet
- Cochabamba / Aeropuerto Internacional Jorge Wilstermann
- La Paz / Aeropuerto Internacional El Alto
- Sucre / Aeropuerto Juana Azurduy de Padilla
- Trinidad / Aeropuerto Teniente Jorge Henrich Arauz

 Aerosur
Operados a principios de los años noventa por Fairchild Swearingen Metroliner, Dornier Do 228, Let L-410 Turbolet, de Havilland Canada DHC-6 Twin Otter, posteriormente desde 2005 con Boeing 727
- Cochabamba / Aeropuerto Internacional Jorge Wilstermann
- La Paz / Aeropuerto Internacional El Alto
- Sucre / Aeropuerto Juana Azurduy de Padilla
- Trinidad / Aeropuerto Teniente Jorge Henrich Arauz
- Yacuiba / Aeropuerto de Yacuiba

 Aerocón
Operados por Fairchild Swearingen Metroliner, Dornier Do 228
- Cobija / Aeropuerto Capitán Aníbal Arab
- Cochabamba / Aeropuerto Internacional Jorge Wilstermann
- Guayaramerin / Aeropuerto Capitán de Av. Emilio Beltrán
- La Paz / Aeropuerto Internacional El Alto
- Tarija / Aeropuerto Capt. Oriel Lea Plaza
- Trinidad / Aeropuerto Teniente Jorge Henrich Arauz
- Riberalta / Aeropuerto Capitán Av. Selin Zeitun López
- Yacuiba / 'Aeropuerto de Yacuiba

 Lloyd Aéreo Boliviano
Operados por Douglas DC-3, Douglas DC-4, Douglas DC-6, Fokker F-27, Boeing 727
- Camiri / Aeropuerto Gran Parapetí Camiri /
- Cochabamba / Aeropuerto Internacional Jorge Wilstermann /
- Guayaramerin / Antiguo Aeropuerto Capitán de Av. Emilio Beltrán
- La Paz / Aeropuerto Internacional El Alto /
- Magdalena / Aeropuerto de Magdalena /
- Puerto Suárez / Aeropuerto Capitán Av. Salvador Ogaya G. /
- San Ignacio de Velasco / Antiguo ''Aeropuerto Capitán Av. Juan Cochamanidis S.
- Sucre / Aeropuerto Juana Azurduy de Padilla
- Tarija / Aeropuerto Capt. Oriel Lea Plaza
- Trinidad / Aeropuerto Teniente Jorge Henrich Arauz
- Riberalta / Aeropuerto Capitán Av. Selin Zeitun López
- San Borja / Aeropuerto Capitán Germán Quiroga
- Yacuiba / Aeropuerto de Yacuiba

 Transporte Aéreo Militar
Operados por Convair CV-440, Convair CV-580, Fokker F-27, Lockheed L-188 Electra, British Aerospace 146, Boeing 727, Boeing 737-200, Boeing 737-300
- Cochabamba / Aeropuerto Internacional Jorge Wilstermann /
- Guayaramerin / Antiguo Aeropuerto Capitán de Av. Emilio Beltrán
- La Paz / Aeropuerto Internacional El Alto /
- Puerto Suárez / Aeropuerto Capitán Av. Salvador Ogaya G. /
- Sucre / Aeropuerto Juana Azurduy de Padilla
- Tarija / Aeropuerto Capt. Oriel Lea Plaza
- Trinidad / Aeropuerto Teniente Jorge Henrich Arauz
- Riberalta / Aeropuerto Capitán Av. Selin Zeitun López
- San Borja / Aeropuerto Capitán Germán Quiroga
- Yacuiba / Aeropuerto de Yacuiba

### Vuelos internacionales
Interrumpidos en 1983 y trasladados al Aeropuerto Internacional Viru Viru
 Lloyd Aéreo Boliviano
Operados por Boeing 727, Boeing 707
- Asunción / Aeropuerto Internacional Silvio Pettirossi
- Buenos Aires / Aeropuerto Internacional Ministro Pistarini
- Río de Janeiro / Aeropuerto Internacional de Galeão
- Miami / Aeropuerto Internacional de Miami

 Aerolíneas Argentinas
Operado por Boeing 727-200, Boeing 737-200 y Sud Aviation Caravelle
- Salta / Aeropuerto Internacional de Salta Martín Miguel de Güemes

 Serviços Aéreos Cruzeiro do Sul
Operado por Boeing 727-100
- Sao Paulo / Aeropuerto de Congonhas

 LAN Chile
Operado por Boeing 737-200
- Arica / Aeropuerto Internacional Chacalluta

 Líneas Aéreas Paraguayas
Operado por Lockheed L-188 Electra
- Asunción / Aeropuerto Internacional Silvio Pettirossi